# 羅高恩
羅高恩（： Na Go-eun；1999年9月3日—），韓國女歌手，為RBW旗下女子團體PURPLE KISS成員。

## 個人經歷
- 1999年出生於光州廣域市南區，曾與家人在菲律賓生活過一段時間。[1]
- 2017年5月，通過Modern K實用音樂學院的聯合選拔，成為RBW旗下練習生。[2] 同年參加了 JTBC 的選秀節目《MIXNINE》，並未通過海選。[3]
- 2018年2月，從韓林演藝藝術高等學校實用音樂科畢業。6月，參加 Mnet 的選秀節目《PRODUCE 48》，最終排名第29名，未能進入決賽，不過因展露出優秀的歌唱技巧而獲得認知度。同年開始在RBW的練習生專屬頻道「365 Practice」中出演。[4]
- 2019年4月，為 JTBC 水木連續劇《附身》演唱OST〈Fly〉。6月，為獨立音樂人 lunCHbox 配唱其首張單曲〈Unforgettable〉。
- 2021年3月，作為PURPLE KISS成員正式出道，在隊內擔任主唱和領舞。同時從出道曲〈Ponzona〉開始參與組合作品的詞曲創作。

## 音樂作品

### 原聲帶作品
| 發行日期       | 影視作品               | 歌曲名稱   | 備註   |
| 2019年4月4日   | 《附身》OST Part.5     | 날아 (Fly) | 出道前 |
| 2021年11月24日 | 《學校2021》OST Part.1 | Dream On   |        |

### 其他參與歌曲
| 年份   | 發行日期 | 收錄專輯                                 | 歌曲名稱                                 | 發行歌手                        | 備註 |
| 出道前 |          |                                          |                                          |                                 |      |
| 2018年 | 5月10日  | 《PRODUCE 48 - 是我的 (PICK ME)》        | PICK ME (내꺼야)                         | PRODUCE 48                      |      |
| 2018年 | 5月10日  | 《PRODUCE 48 - 是我的 (PICK ME)》        | NEKKOYA                                  | PRODUCE 48                      |      |
| 2018年 | 7月14日  | 《PRODUCE 48 - 是我的 (PICK ME) 鋼琴版》 | PICK ME (내꺼야) (Piano Ver.)            | PRODUCE 48                      |      |
| 2018年 | 8月18日  | 《PRODUCE 48 - 30 Girls 6 Concepts》     | To Reach You (너에게 닿기를)             | 回憶操作團 (Memory Fabricators) |      |
| 2019年 | 6月18日  | lunCHbox企劃同名單曲                     | Unforgettable (타이틀 내 맘 같지 않네요) | lunCHbox (Feat. 羅高恩)         |      |

### 音樂創作
韓國音樂著作權協會
| 登記名稱 | 登記編號 | 作品列表 |
| 나고은   | 10029792 | [ 6 ]    |

## 影視作品

### 固定出演
| 播出日期              | 頻道 | 節目名稱   | 備註             |
| 2018年6月15日–8月24日 | Mnet | PRODUCE 48 | 出道前；第1-11集 |

### 廣播節目
| 播出日期 | 頻道         | 節目名稱            | 備註             |
| 2021年   |              |                     |                  |
| 3月18日  | MBC FM4U     | 金信英的正午希望曲  | 與 Chaein        |
| 3月21日  | SBS Power FM | 李準的Young Street  | 與 Dosie、Chaein |
| 4月27日  | NAVER NOW.   | 薇娟的傳聞中的I-DLE | 與 SWAN          |
| 9月11日  | SBS Power FM | Wendy的Young Street | 與 Ireh、Yuki    |
| 9月21日  | SBS Power FM | 金英哲的Power FM    | 與 Dosie         |
| 9月21日  | MBC FM4U     | 全烋星的夢想電台    | 與 SWAN          |

### 其他MV演出
| 發佈日期      | 演唱者                 | 歌曲名稱                                 | 備註     |
| 出道前        |                        |                                          |          |
| 2019年6月28日 | lunCHbox (feat.羅高恩) | 타이틀 내 맘 같지 않네요 (Unforgettable) | [ 註 1 ] |

## 備註與參考資料

### 備註
1. ↑  此曲由高恩單獨演唱並出演MV。

## 外部連結
- PURPLE KISS的Daum Cafe專頁（页面存档备份，存于）
- PURPLE KISS的X（前Twitter）
- PURPLE KISS的Instagram帳戶
- PURPLE KISS的Facebook專頁
- YouTube上的PURPLE KISS頻道
- PURPLE KISS的VLIVE頻道[]
- PURPLE KISS的日本官方網站（日語）
- PURPLE K!SS的新浪微博（中文）